# Kim Jin-ho
Kim Jin-ho (Hangul: 김진호; nacido el 21 de mayo nacido de 1986) es un cantante surcoreano. Es miembro y vocalista principal de la banda SG Wannabe. Lanzó su primer álbum solista, Today, el 14 de febrero de 2013. Su primer tour como solista sostuvo conciertos desde el 27 al 28 de marzo de 2013 en el Estadio Olímpico de Seúl, por su primer álbum de estudio Today (2013).

## Discografía

### Discografía como solista

#### Álbum de estudio
- Today (2013)
- People (2014)

#### EP
- Han River Love (2013)

#### Sencillos
- The Best of Me (2013)
- Family Picture (2017)